# Benny Schepmans
Pour les articles homonymes, voir Schepmans.
Benny Schepmans (né le 19 décembre 1953 à Wijer) est un coureur cycliste belge. Professionnel de 1974 à 1984, il a notamment remporté le classement des sprints du Tour d'Espagne 1982.

## Palmarès

### Palmarès amateur
- 1974
  - Seraing-Aix-Seraing
  - 2e du Circuit Het Volk amateurs
  - 2e de la Flèche ardennaise

### Palmarès professionnel
- 1975
  - 3e de la Flèche côtière
- 1976
  - 2e du Tour du Limbourg
  - 3e de Harelbeke-Poperinge-Harelbeke
- 1977
  - 2e du Omloop van de Westkust
  - 3e du Tour du Limbourg
  - 3e du Grand Prix Jef Scherens
- 1978
  - 2e du Circuit du Brabant central
- 1979
  - 5ea étape du Tour méditerranéen
  - 8e du Rund um den Henninger Turm
- 1980
  - 9eb étape du Tour de Suisse
- 1981
  - Prologue du Tour de Suisse
- 1982
  - Classement des sprints du Tour d'Espagne

## Résultats sur les grands tours

### Tour de France
1 participation
- 1977 : hors délais (9e étape)

### Tour d'Espagne
3 participations
- 1977 : 38e
- 1978 : 51e
- 1982 : 63e, vainqueur du classement des sprints intermédiaires

### Tour d'Italie
1 participation 
- 1981 : 97e